# Микола Михайлович (Романов)
Великий князь Мико́ла Миха́йлович Рома́нов (рос. Николай Михайлович Романов; 26 квітня 1859, Царське Село — 24 січня 1919, Петропавлівська фортеця) — старший син великого князя Михайла Миколайовича і великої княгині Ольги Федорівни, онук імператора Миколи I і дядько імператора Миколи II; генерал від інфантерії (14.04.1913), генерал-ад'ютант (06.05.1903).
Обирався головою Імператорського Російського Історичного Товариства, головою Імператорського Російського Географічного Товариства, головою Помологічного Товариства, почесним членом Санкт-Петербурзької академії наук, почесним членом Московського університету, членом Французького інституту.

## Життєпис
У 1862 році разом з батьками переїхав на Кавказ, де провів дитячі роки. Здобув домашню освіту. За родинною традицією обрав військову кар'єру.
Учасник російсько-турецької війни 1877—1878 років: поручник кінної артилерії, за хоробрість у боях був нагороджений орденом святого Георгія 4-го ступеня.
Після війни закінчив Миколаївську академію Генерального штабу. З 1884 по 1903 рік обіймав різні командні посади в армії: командир 16-го гренадерського Мінгрельського полку, шеф 13-ї артилерійської бригади, шеф 82-го піхотного Дагестанського полку, командувач Кавказькою гренадерською дивізією.
У 1903 році вийшов у відставку в званні генерал-лейтенанта.
Захоплювався російською історією і ентомологією, зокрема — лепідоптерологією. Автор таких наукових праць, як: «Дипломатичні відносини Росії і Франції. 1800—1812» у семи томах (СПб., 1905—1914), «Імператриця Єлизавета Олексіївна» у трьох томах (СПб., 1908—1909), «Імператор Олександр I. Досвід історичного дослідження» у двох томах (французькою мовою: СПб., 1912; 2-е вид. — 1914), «Генерал-ад'ютанти імператора Олександра I» (СПб., 1913), а також праць про князів Долгоруких (СПб., 1902) і графів Строганових (СПб., 1903, у трьох томах), про Військову галерею Зимового палацу (СПб., 1912) і багатьох інших.
З 1906 року великий князь Микола Михайлович зацікавився російськими і зарубіжними некрополями. Він створив і видав описи трьох найголовніших некрополів: Московського (СПб., 1907—1908, у трьох томах), Петербурзького (СПб., 1912—1913, у чотирьох томах) та Паризького, вірніше його російської частини (1915) в одному томі (робота не була закінчена).
У 1917 році вийшла його праця «Спостереження по полюванню на диких гусей».
Після Жовтневого перевороту 1917 року, вчиненого більшовиками, піддався переслідуванню з боку Радянської влади. У березні 1918 року разом з братом Георгієм Михайловичем і кузеном Дмитром Костянтиновичем був зісланий до Вологди, де пробув до липня того ж року. У липні був заарештований і доправлений у Петроград. Розстріляний разом з трьома іншими представниками імператорської родини у січні 1919 року в Петропавлівській фортеці.